# Emerald Fennellová
Emerald Fennellová (* 1. října 1985, Hammersmith, Londýn) je britská herečka, režisérka a scenáristka. Je držitelkou několika ocenění, včetně Oscara, dvou cen BAFTA a jedné Ceny Sdružení filmových a televizních herců.
Pozornost si získala svými rolemi v dobových dramatech, včetně Albert Nobbs (2011), Anna Karenina (2012), Dánská dívka (2015) a Vita a Virginia (2018). Širšího uznání se jí dostalo za hlavní roli v dobovém dramatickém seriálu Zavolejte porodní sestřičky (2013–2017) kanálu BBC One a za ztvárnění Camilly Parker-Bowles v dramatickém seriálu Koruna (2019–2020) společnosti Netflix, za nějž obdržela nominaci na cenu Emmy.
Jako scenáristka a režisérka je známá jako showrunnerka druhé řady špionážního seriálu Na mušce (2019) společnosti BBC, za kterou získala dvě nominace na cenu Emmy. Jejím režijním celovečerním debut je černá komedie a thriller Nadějná mladá žena (2020), za který získala Oscara za nejlepší původní scénář a získala nominace za nejlepší režii, čímž se stala jednou ze sedmi žen a první Britkou, která byla nominována v této kategorii.

## Filmografie

### Film
| Rok  | Název              | Režisérka | Scenáristka | Producentka | Poznámky    |
| ---- | ------------------ | --------- | ----------- | ----------- | ----------- |
| 2018 | Careful How You Go | Ano       | Ano         | Ne          | krátký film |
| 2020 | Nadějná mladá žena | Ano       | Ano         | Ano         |             |
| 2023 | Saltburn           | Ano       | Ano         | Ano         |             |

#### Herecké role
| Rok  | Název              | Role                | Poznámky   |
| ---- | ------------------ | ------------------- | ---------- |
| 2010 | Mr. Nice           | Rachel              |            |
| 2011 | Albert Nobbs       | Mrs Smythe-Willard  |            |
| 2012 | Anna Karenina      | princezna Merkalova |            |
| 2015 | Dánská dívka       | Elsa                |            |
| 2015 | Pan                | velitelka           |            |
| 2018 | Vita a Virginia    | Vanessa Bell        |            |
| 2020 | Nadějná mladá žena | Video Tutorial Host | cameo role |
| 2023 | Barbie             | Midge               |            |

### Televize
| Rok  | Název    | Scenáristka | Výkonná producentka | Poznámky |
| ---- | -------- | ----------- | ------------------- | -------- |
| 2016 | Drifters | Ano         | Ne                  | 2 díly   |
| 2019 | Na mušce | Ano         | Ano                 | 8 dílů   |

#### Herecké role
| Rok       | Název                       | Role                  | Poznámky                           |
| --------- | --------------------------- | --------------------- | ---------------------------------- |
| 2007      | Trial & Retribution         | Sheena                | díl: „Sins of the Father - Part 1“ |
| 2010      | New Tricks                  | Vicky                 | díl: „Coming Out Ball“             |
| 2010      | Any Human Heart             | Lottie                | 3 díly                             |
| 2011–2013 | Chickens                    | Agnes                 | 7 dílů                             |
| 2013      | Blandings                   | Monica Simmons        | díl: „Problems with Drink“         |
| 2013      | The Lady Vanishes           | Odette                | TV film                            |
| 2013      | Murder on the Home Front    | Issy Quennell         | TV film                            |
| 2013–2017 | Zavolejte porodní sestřičky | Patsy Mount           | 27 dílů                            |
| 2016      | Drifters                    | Lizzie                | díl: „Halloween“                   |
| 2017      | Victoria                    | Ada Lovelace          | díl: „The Green Eyed Monster“      |
| 2019–2020 | Koruna                      | Camilla Parker Bowles | hlavní role (3.–4. řada)           |